# Rygsav
Rygsav, også kaldt båndsav, geringssav, kabelsav, listesav og finersav[kilde mangler], er en type smal type sav med 12-14 tænder pr. tomme, hvilket gør den velegnet til finere savearbejde.
Navnet, rygsav, stammer fra rygskinnen, der løber i hele dens længde, og som i mange tilfælde danner basis for grebet. Den kan fås med forkrøppet håndtag; den kan evt. kan være vendbar. Saven kan også bruges til at save ledninger og kabler ved elektrikerarbejde. 